# درازگودال ماریانا

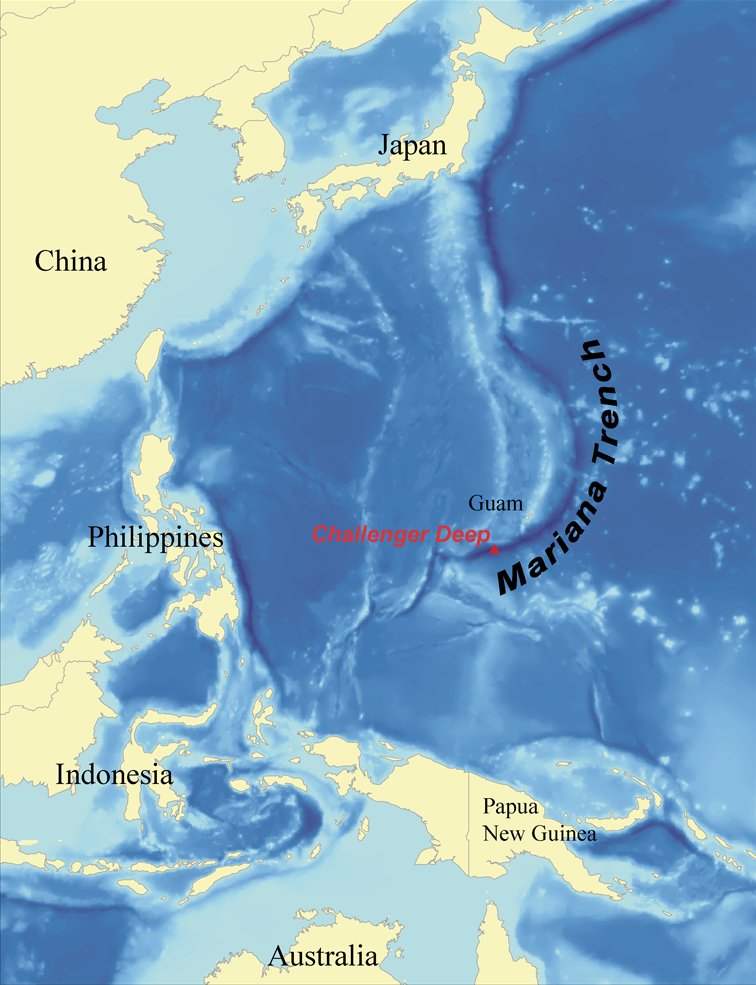
مکان درازگودال ماریانا و گودال چلنجر در اقیانوس آرام - درازگودال ماریانا با عمق 10984 m ژرفترین درازگودال کره زمین است

درازگودال ماریانا (به انگلیسی: Mariana Trench یا Marianas Trench) ژرف‌ترین درازگودال اقیانوسی‌ در جهان و ژرف‌ترین مکان پوسته کره زمین است.
جایی که این گودال قرار دارد کف بخش شمال غربی اقیانوس آرام است، که به‌طور متوسط ۲۰۰ کیلومتر (۱۲۴ مایل) در شرق و جنوب جزایر ماریانا در شرق فیلیپین قرار گرفته است. بیشینه ژرفای آن از سطح دریا ۱۰۹۹۴ متر (یازده کیلومتر) است. درازگودال ماریانا یک خراش عمیق هلالی شکل در پوسته زمین است و به‌طور متوسط حدود ۲٬۵۵۰ کیلومتر (۱٬۵۸۰ مایل) طول و ۶۹ کیلومتر (۴۳ مایل) عرض دارد. بخشی از این دراز گودال که بیشترین ژرفای آن به حداکثرِ ۱۰٬۹۹۴ متر (۳۶٬۰۷۰ فوت) (± ۴۰ متر [۱۳۰ فوت]) می‌رسد؛ هرچند که بعضی از اندازه‌گیری‌ها (که قابل تکرار نبوده‌اند) ژرف‌ترین بخش را در ۱۱٬۰۳۴ متر (۳۶٬۲۰۱ فوت) اندازه گرفته‌اند، یک درهٔ کوچک چاک‌مانندی به شکل شکاف در کف و در بخش جنوبی آن است خز، و به نام گودال چلنجر شناخته شده است.
این درازگودال برای نخستین بار در سال ۱۹۵۱ توسط شناور چَلِنجِر از نیروی دریایی ایالات متحده ستوان دان والش و مهندس ژاک پیکارد بررسی شد و به همین دلیل ژرفترین نقطهٔ آن گودال چلنجر نام گرفته است و تا ۴۲ سال بعد از آن این ۲ نفر تنها کسانی بودند که موفق به حضور و لمس کردن ژرف‌ترین جای زمین شده بودند.  دانشمندان یک زیردریایی بدون سرنشین را به این تنگه بسیار بزرگ اقیانوس آرام فرستادند تا نمونه‌هایی از رسوبات بستر آن را جمع‌آوری کند. در سال ۲۰۰۹، ایالات متحده آمریکا درازگودال ماریانا را به عنوان یک اثر ملی ایالات متحده مقرر کرد.

## وجود حیات
در این درازگودال تعداد زیادی میکروب فعالند. این میکروب‌ها هم اندازهٔ باکتری‌ها هستند. دو دسته اصلی میکروب به نام باکتری و آرکیا وجود دارد و این‌ها هم در همین ابعاد هستند. تحلیل میزان اکسیژن در نمونه‌ها نشان‌دهندهٔ حضور مقدار زیادی میکروب است.
یک مأموریت اکتشافی در سال ۱۹۶۰ گزارش داد که در نهایت شگفتی و با توجه به فشار بسیار بالای اعماق آب، موفق به مشاهده موجودات بزرگی در کف دریا شده است؛ از جمله یک کفشک‌ماهی به طول حدود ۳۰ سانتی‌متر و همچنین گونه‌هایی از میگو. به گفته پیکار، «کف دریا روشن و شفاف به نظر می‌رسید؛ پوشیده از لایه‌ای سفت از گل دیاتومه». با این حال، امروزه بسیاری از زیست‌شناسان دریایی نسبت به مشاهده آن کفشک‌هامی ابراز تردید کرده‌اند و احتمال می‌دهند که موجود دیده‌شده در واقع نوعی خیار دریایی باشد. در دومین مأموریت، یک زیردریایی بدون سرنشین به نام کایکو نمونه‌هایی از گل‌و‌لای بستر دریا را جمع‌آوری کرد که در آن‌ها موجودات ریز زنده‌ای شناسایی شدند.
در ژوئیه ۲۰۱۱، یک تیم پژوهشی برای بررسی این منطقه از اعماق دریا از یک زیردریایی بدون رابط، مجهز به دوربین‌های دیجیتال و نورافکن استفاده کرد. در میان گونه‌های مختلف مشاهده‌شده، نوعی تک‌سلولی غول‌پیکر از رده مونوتالامی و با اندازه بیش از ۱۰ سانتی‌متر نیز دیده شد. این موجودات به دلیل ابعاد بزرگ، حضور گسترده در بستر دریا و نقش‌شان به‌عنوان میزبان برای گونه‌های دیگر مورد توجه ویژه قرار گرفته‌اند.
در دسامبر ۲۰۱۴، گونه‌ای جدید از حلزون‌ماهی در عمق ۸٬۱۴۵ متری کشف شد که رکورد ویدئوی پیشین در مشاهده ماهی در عمیق‌ترین نقطه را شکست. در همین مأموریت، چندین گونه جدید دیگر نیز مشاهده شدند؛ از جمله دوجورپایان عظیم‌الجثه‌ای معروف به ابرغول‌ها. بزرگ‌تر شدن جثه گونه‌های موجود در اعماق دریا نسبت به خویشاوندان خود در آب‌های کم‌عمق‌تر، به پدیده غول‌پیکری ژرفایی معروف است.
در ماه مه ۲۰۱۷ نیز از نوعی حلزون‌ماهی ناشناخته در عمق ۸٬۱۷۸ متری فیلم‌برداری شد و رکورد جدیدی در مشاهده ماهی در اعماق آب به ثبت رساند.

### آلودگی
یک مأموریت پژوهشی در سال ۲۰۱۶ به بررسی ترکیبات شیمیایی سخت‌پوستان لاشه‌خوار پرداخت که از عمق ۷٬۸۴۱ تا ۱۰٬۲۵۰ متری داخل گودال جمع‌آوری شده بودند. پژوهشگران در بدن این موجودات، غلظت بسیار بالایی از ترکیب سمی پلی‌کلرو بی‌فنیل شناسایی کردند. به دلیل آسیب‌های زیست‌محیطی این ترکیب شیمیایی، استفاده از آن از دهه ۱۹۷۰ ممنوع شده است. غلظت بالای این ترکیب در تمام لایه‌های رسوبی گودال گزارش شده است. تحقیقات بیشتر نشان داد که دوجورپایان هم میکروپلاستیک‌ها را می‌بلعند؛ به‌طوری‌که در ۱۰۰٪ گونه‌های تحت بررسی، دست‌کم یک تکه ماده مصنوعی در معده آن‌ها یافت شد.
در سال ۲۰۱۹، ویکتور وسکوو گزارش داد که یک کیسه پلاستیکی و بسته‌بندی آب‌نبات را در کف گودال پیدا کرده است. در همان سال، مجله علمی ساینتیفیک آمریکن نیز گزارش داد که ایزوتوپ کربن-۱۴، که از آزمایش‌های بمب هسته‌ای به‌جا مانده، در بدن جانوران دریایی ساکن این گودال شناسایی شده است.